# Єллоустоунський національний парк
Єллоустоунський національний парк, Національний парк «Єллоусто́ун» (англ. Yellowstone National Park) — перший у світі національний парк (заснований 1 березня 1872 року), міжнародний біосферний заповідник, об'єкт Світової спадщини ЮНЕСКО.

## Загальний опис
Єллоустоунський національний парк знаходиться в США, на території штатів Вайомінг, Монтана та Айдахо. Відомий численними гейзерами та іншими геотермічними об'єктами, багатою живою природою, мальовничими ландшафтами. Площа парку — 898,3 тис. га.
Згідно з археологічними даними, люди почали жити на території, яку займає парк, 11 000 років тому. Сучасні дослідники вперше з'явилися в регіоні в 1805 році (учасники експедиції Льюїса і Кларка), але до 1860-х років тут не проводилося жодної господарської або наукової діяльності. У перші роки після заснування парку він перебував під управлінням армії США, а в 1917 році його було передано в управління створеної за два роки до цього Служби національних парків.
На величезній території парку знаходяться озера, річки, каньйони й печери. Озеро Єллоустоун, одне з найбільших високогірних озер в Північній Америці, розташоване в центрі Єллоустоунської кальдери, найбільшого супервулкана на континенті. Кальдера вважається сплячим супервулканом. Вулкан вивергався з величезною силою кілька разів за останні два мільйони років. Велика частина території парку вкрита застиглою лавою. В парку знаходиться одне з п'яти наявних в світі гейзерних полів.
У парку росте близько двох тисяч видів рослин, зустрічаються кілька сотень видів ссавців, птахів, плазунів і риб, зокрема ті, що перебувають під загрозою знищення. Велика частина території покрита лісом, менша — степом. Щороку трапляються лісові пожежі; внаслідок катастрофічних пожеж 1988 року вигоріло близько третини всіх лісів. В парку прокладено кілька сотень кілометрів асфальтованих доріг, якими здійснюється доступ відвідувачів. Є численні можливості для активного відпочинку.

## Історія

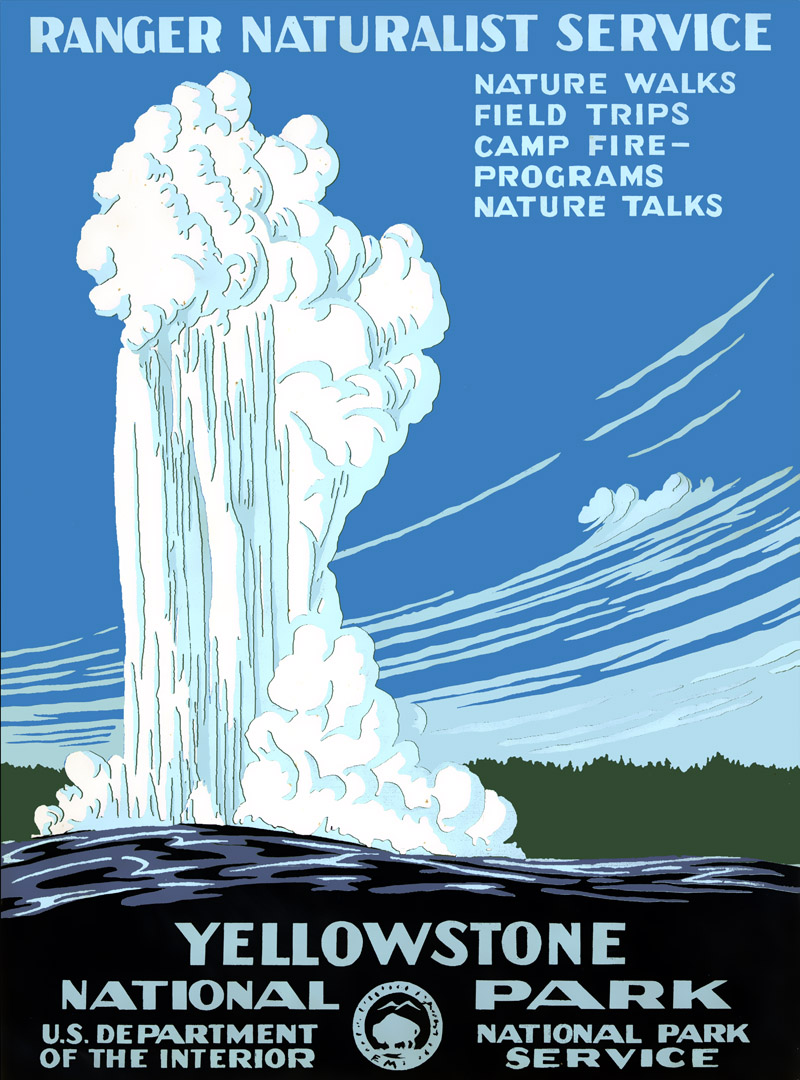
Постер 1938 року

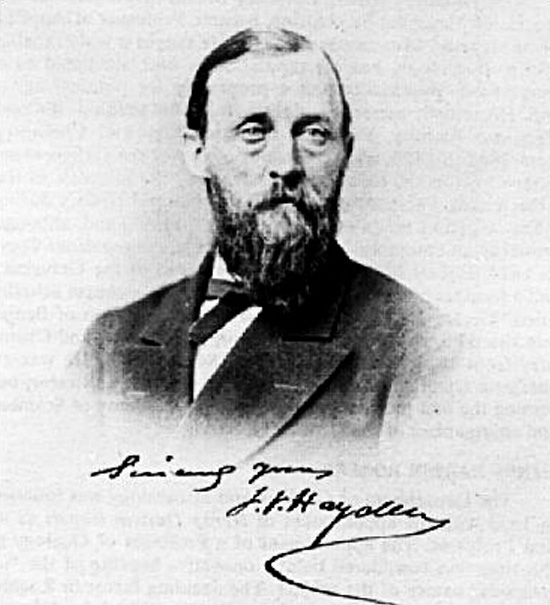
Фердінанд Хайден Американський геолог, який переконав Конгрес створити Єллоустоунський національний парк

Згідно з археологічними даними, люди почали жити на території, яку зараз займає парк, принаймні 11 000 років тому. Сучасні дослідники вперше з'явилися в регіоні в 1805 році (експедиція Люіса і Кларка), а в 1807 році Джон Колтер, учасник експедиції, виявив геотермальні джерела. Повідомлення про джерела й гейзери вважалися недостовірними аж до 1860-х років, коли наукова експедиція Девіда Фолсома в 1869 році піднялася вздовж річки Єллоустоун до озера Єллоустоун. За нею послідували відразу кілька експедицій, і в 1872 році президент Улісс Грант підписав закон, що встановлює природоохоронну зону — перший в США національний парк — у місцевості біля озера Єллоустоун. Широку популярність природні пам'ятки парку отримали завдяки картинам художника Томаса Морана, на честь якого пізніше була названа одна з гір в Єллоустоуні.
Першим суперінтендантом парку був призначений Натаніель Ленгфорд. Він не мав у розпорядженні достатньо ресурсів (йому навіть не платили зарплату), тому браконьєрство стало настільки серйозною проблемою в парку, що Ленгфорд змушений був піти у відставку в 1877 році. Його наступник, Філетус Норріс, домігся того, що Конгрес США нарешті виділив фінансування для парку. Зокрема, на ці гроші були побудовані дороги й перші туристичні об'єкти. У 1880-ті роки до північного виходу (а в 1908 році до західного виходу) була підведена залізниця, що істотно збільшило кількість відвідувачів (залізничне сполучення було закрито у 1960-ті роки).
Для боротьби з браконьєрством та руйнуванням природних пам'яток у 1886 році в парк прибули частини армії США, які побудували поселення Кемп Шерідан (згодом перейменоване на Форт Єллоустоун) поблизу Мамонтових гарячих джерел. У 1916 році була створена Служба національних парків США, яка використала досвід армії в управлінні парком. 31 жовтня 1918 року Національний парк Єллоустоун був переданий в її підпорядкування.
Під час Великої депресії для штучного збільшення зайнятості були створені спеціальні цивільні частини (Громадянський корпус охорони навколишнього середовища), у завдання яких, серед іншого, входило створення туристичної інфраструктури в національних парках. З 1933 по 1941 рік вони побудували інформаційні центри, кемпінги та сучасну мережу асфальтованих доріг. Після короткого занепаду в 1940-ті роки, пов'язаного з війною, число відвідувачів знову збільшилося. Для розширення інфраструктури управлінням національних парків у 1956 році була прийнята десятирічна програма розвитку, «Місія 66». Останній за часом туристичний комплекс, Кеніон Веллі, був побудований у 2006 році.
26 жовтня 1976 року Єллоусто́унський національний парк був визнаний міжнародним біосферним заповідником, а 8 вересня 1978 року включений до списку Світової спадщини ЮНЕСКО (під номером 28, серед перших об'єктів списку).
У 2020 році в Єллоусто́унському національному парку за звітом Геологічної служби США відбулося 1722 землетруси (що нормально для цієї місцини). Магнітуда поштовхів — до 3,1. З 2015 р. кальдера опускається зі швидкістю 3 см на рік. Що стосується гейзерів, то у 2020 році найбільший гейзер у світі Steamboat вивергався 48 разів, що є для нього рекордом. Гейзер Великанша прокинувся вперше за останні 6 років. Усі об'єкти парку у 2020 році були активними.

## Географія

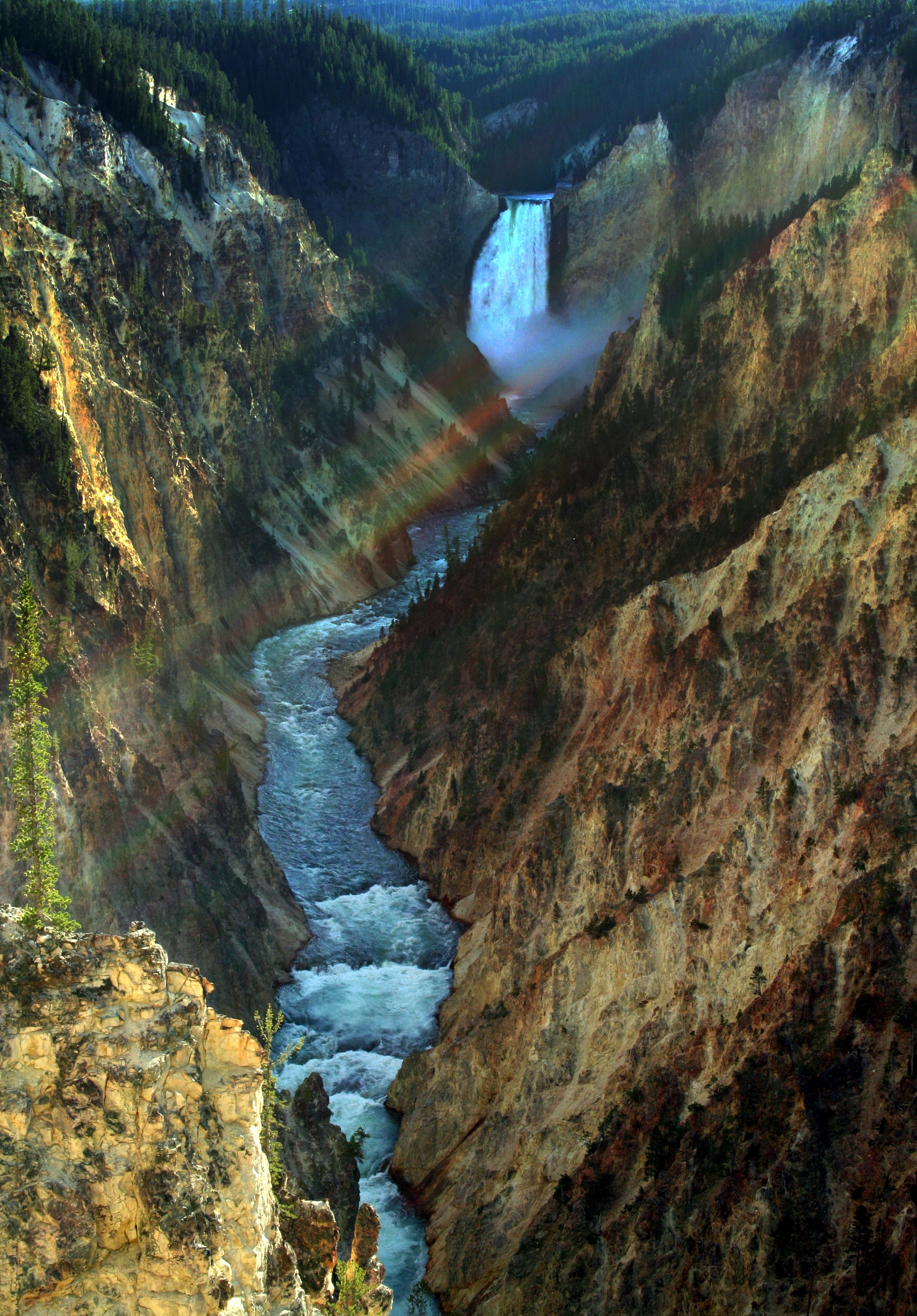
Нижній Водоспад і каньйон річки Єллоустоун

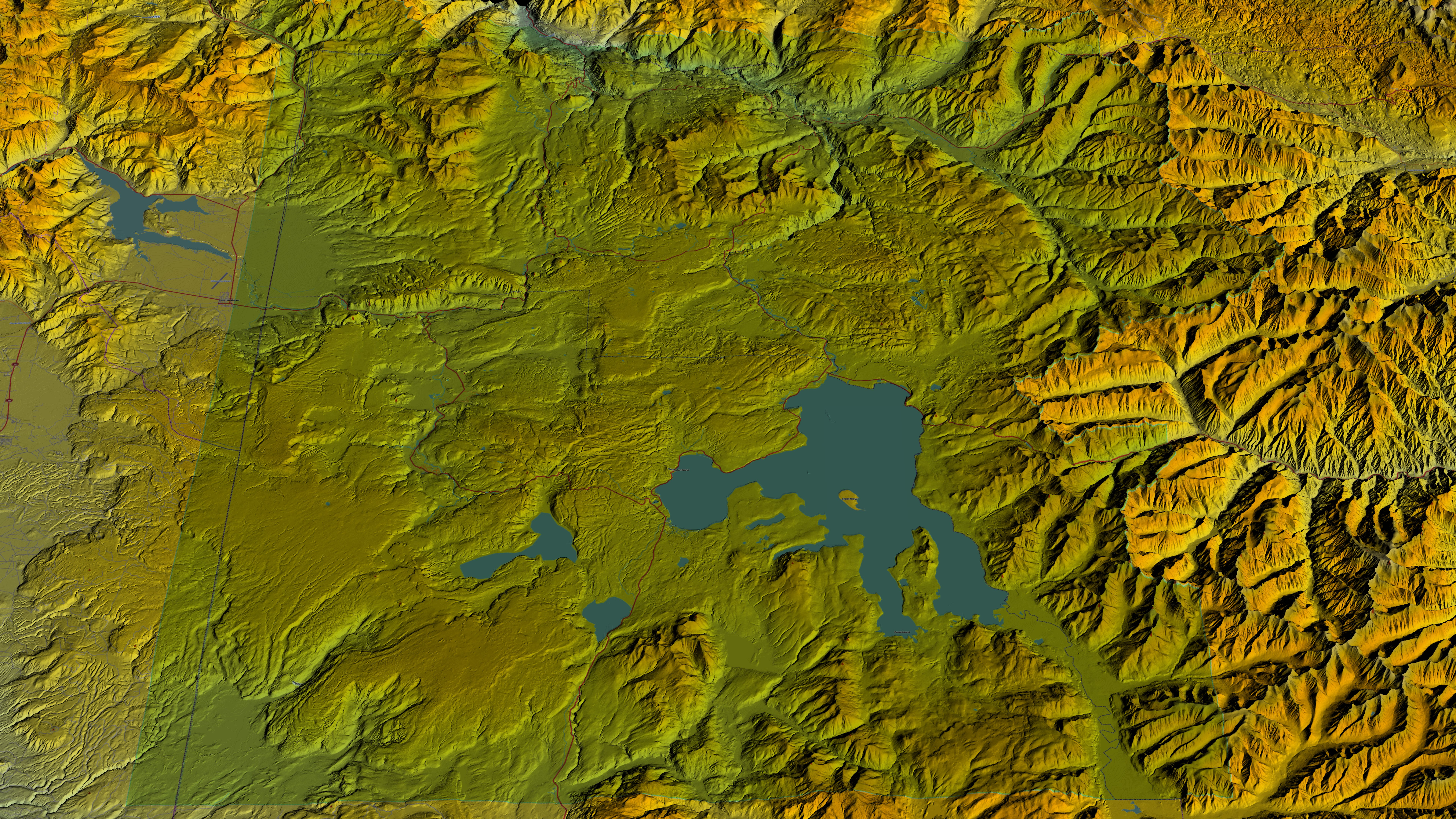
3D-модель рельєфу Єллоустоунського національного парку

Приблизно 96 % території парку знаходиться в штаті Вайомінг, 3 % в штаті Монтана, і ще 1 % у штаті Айдахо. Парк має приблизно прямокутну форму. З півночі на південь протяжність Єллоустоунського парку становить 102 км, зі сходу на захід 87 км. Протяжність асфальтованої дороги («Великої Петлі»), що проходить через основні визначні пам'ятки парка, 230 км; сюди не входять ні під'їзди до виходів з парку, ні бічні відгалуження, ні перемичка між Норріс і Кеніон. Якби парк (з площею 8983 км²) був європейською державою, то в упорядкованому за площею списку розташувався б між Чорногорією (удвічі більше) і Люксембургом (втричі менше). Річки та озера займають 5 % території парку, при цьому найбільше озеро, Озеро Єллоустоун (352,2 км², глибина 122 м, берегова лінія 177 км, висота над рівнем моря 2357 м) є найбільшим високогірним озером в Північній Америці. Ліси займають 80 % території, на більшій частині решти площі знаходяться степи.
Дві третини території парку, включаючи озеро Єллоустоун і майже всі туристичні визначні пам'ятки, належать до басейну Атлантичного океану (річка Єллоустоун, що витікає з однойменного озера — найбільша притока річки Міссурі, яка, у свою чергу, є найбільшою притокою Міссісіпі). Інша третина належить до басейну Тихого океану. Річка Снейк, що протікає через територію парку — найбільша притока річки Колумбія.
Парк розташований на Єллоустоунському плато, на середній висоті приблизно 2400 м над рівнем моря. Майже з усіх боків плато обмежено хребтами Скелястих гір висотою від 2700 до 3400 м над рівнем моря: хребет Галлетін (англ. Gallatin Range) на північному заході, гори Ведмежого Зуба (англ. Beartooth Mountains) на півночі, хребет Абсарока (англ. Absaroka Range) на сході, хребет Тітон і хребет Медісон (англ. Madison Range) на південному заході і сході. Найвища точка парку — Орлиний пік (англ. Eagle Peak) заввишки 3462 м над рівнем моря; найнижча знаходиться в долині струмка Різ (англ. Reese Creek), 1610 м, все це утворює активний вулкан Єллоустоун.
У Єллоустоунському парку (північно-східній частині) знаходиться один з найбільших у світі скам'янілих лісів: при виверженні, що сталося кілька тисяч років тому, дерева потрапили в золу і їх деревина мінералізована. З 290 водоспадів заввишки 15 футів (4,5 м) і вище, найвищий і найбільший по витраті води — Нижній водоспад на річці Єллоустоун, висотою 94 м.
Через плато вода проклала два глибоких каньйони — каньйон річки Єллоустоун на північному сході парку (в ньому знаходяться Верхній і Нижній водоспади), і каньйон річки Льюїс на півдні.

## Геологія

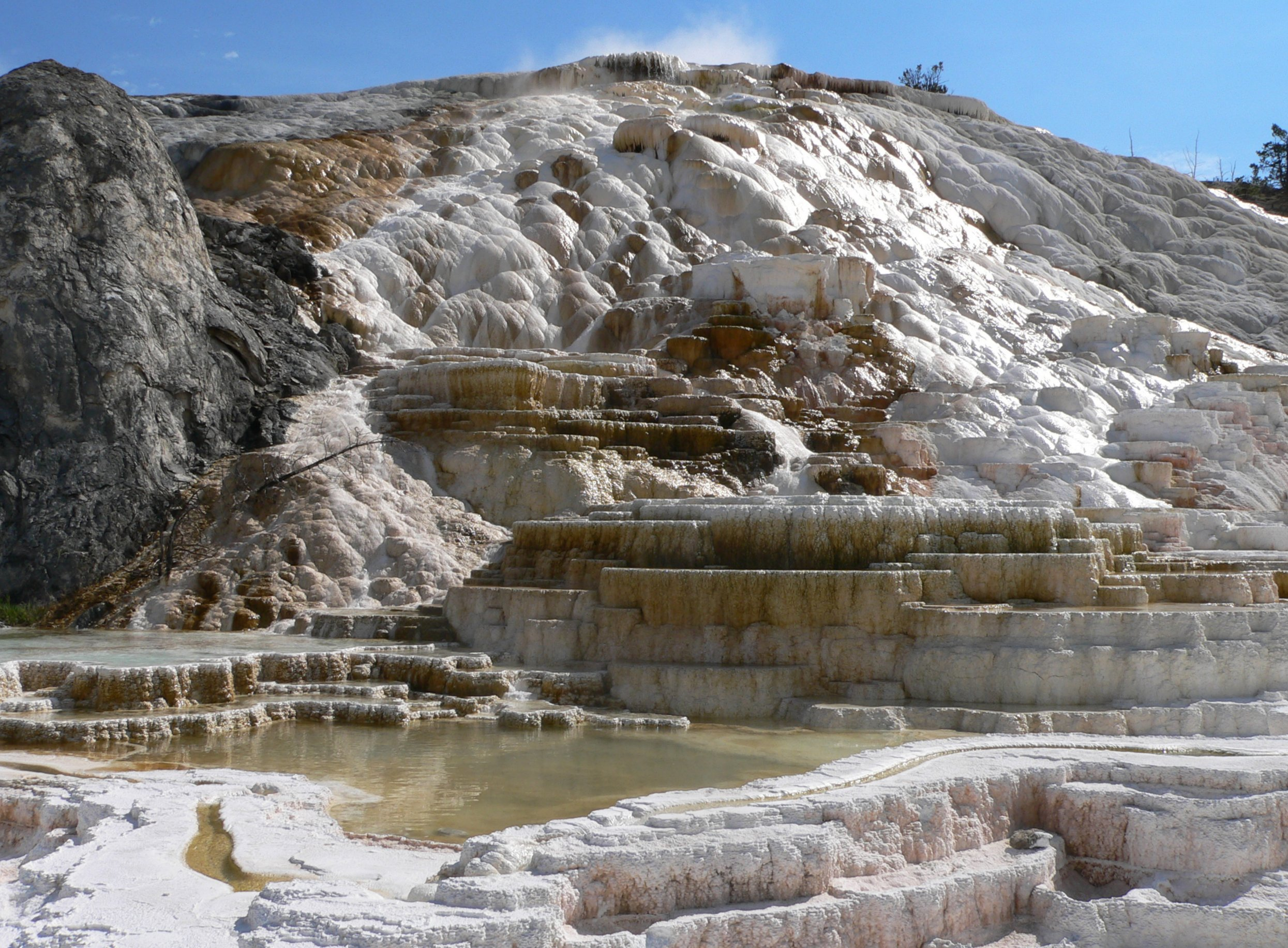
Травертинові тераси гарячих гейзерів, Єллоустоунський національний парк, США

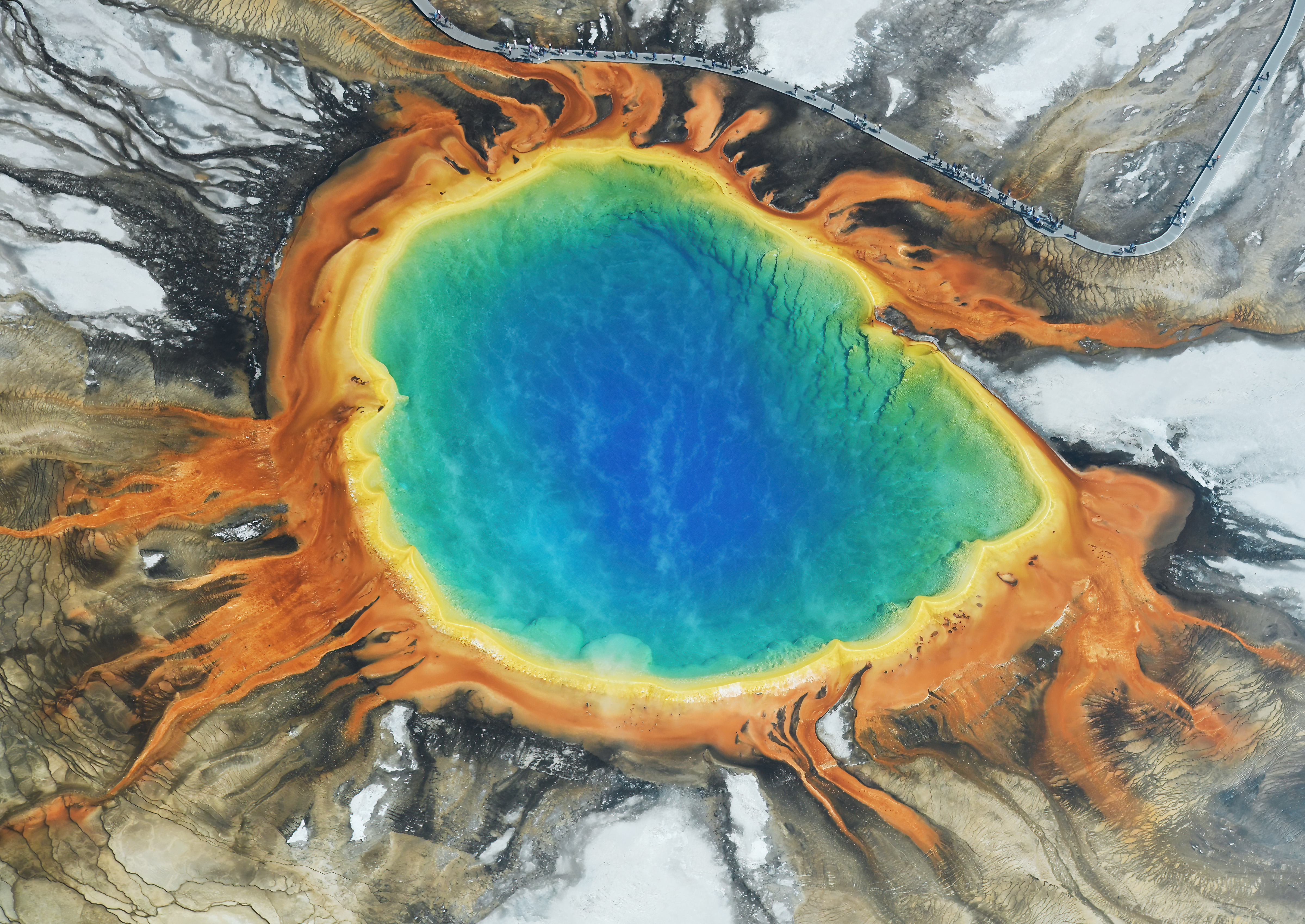
Велике призматичне джерело (Grand Prismatic Spring). Завдяки яскраво пофарбованим бактеріям і водоростям дно дрібного озера, що утворилося біля виходу джерела, переливається всіма кольорами веселки

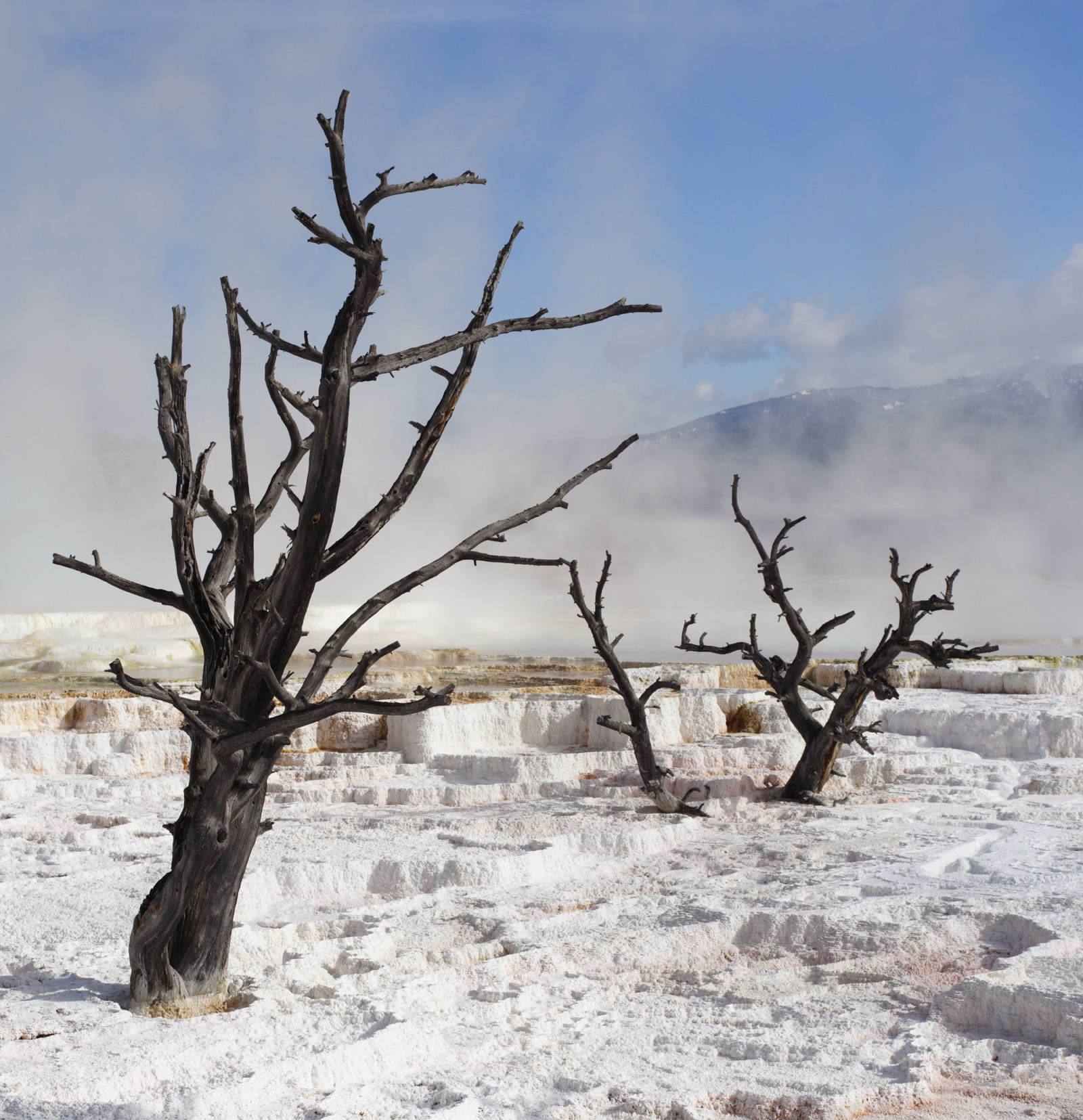
Мертві дерева на термальних джерелах

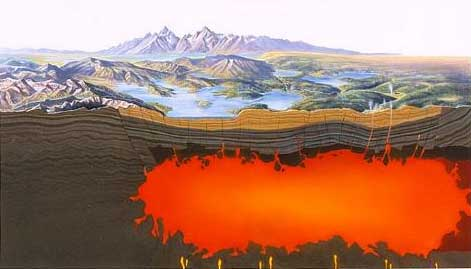
Магма під Єллоустоунською кальдерою

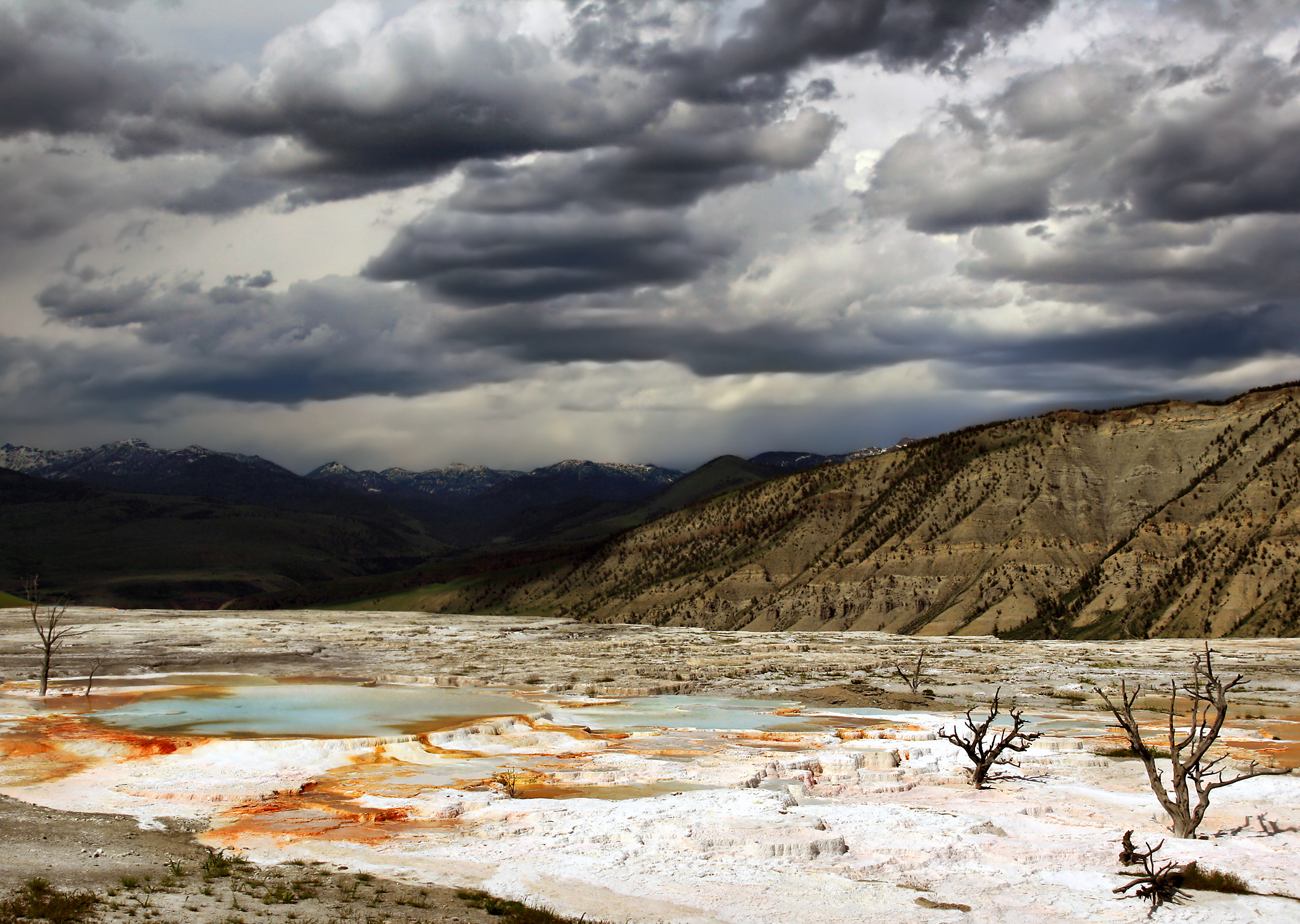
Верхні Тераси Мамонтових Гарячих Джерел

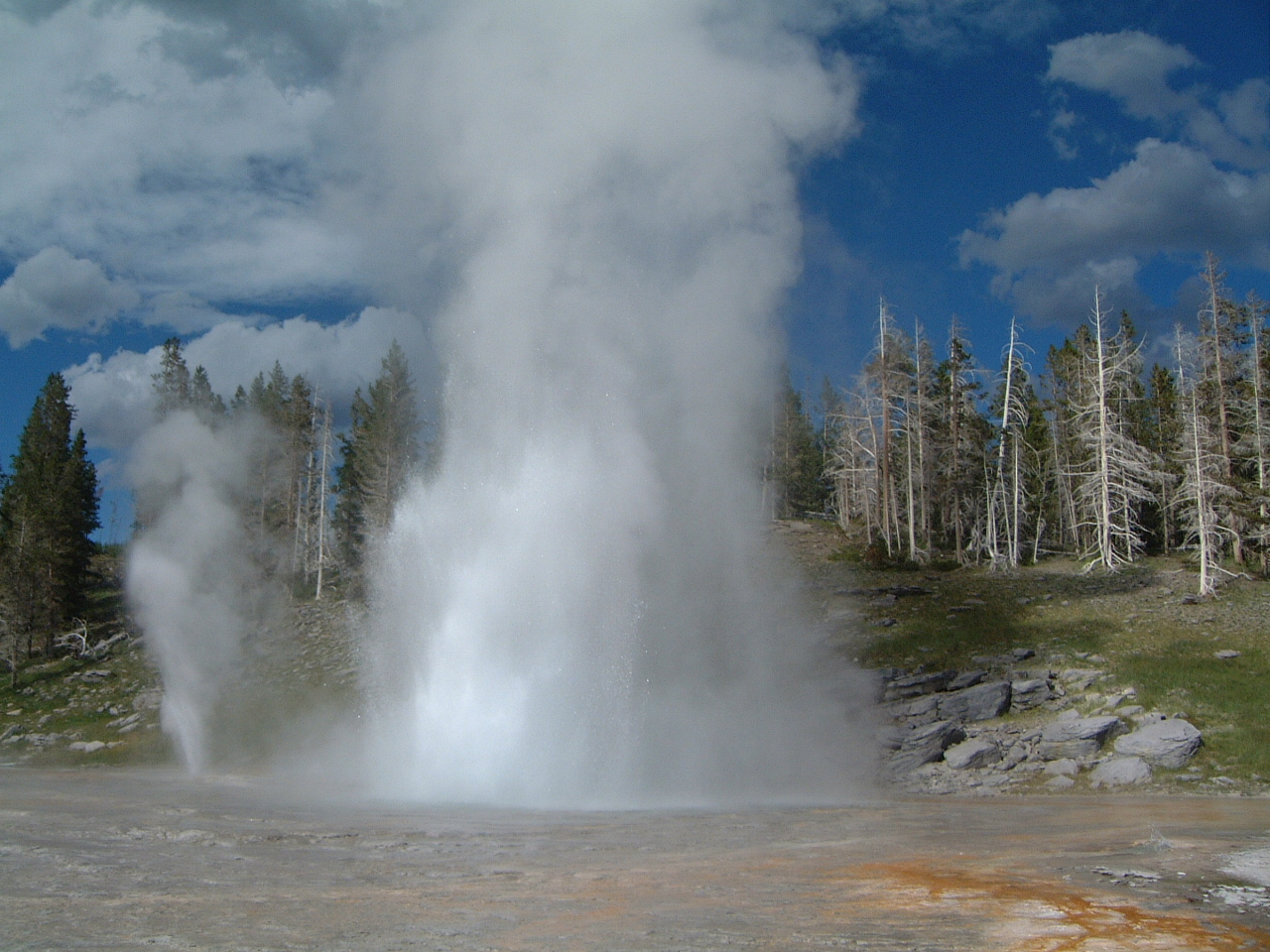
Гранд-гейзер у Єллоустоунському національному парку

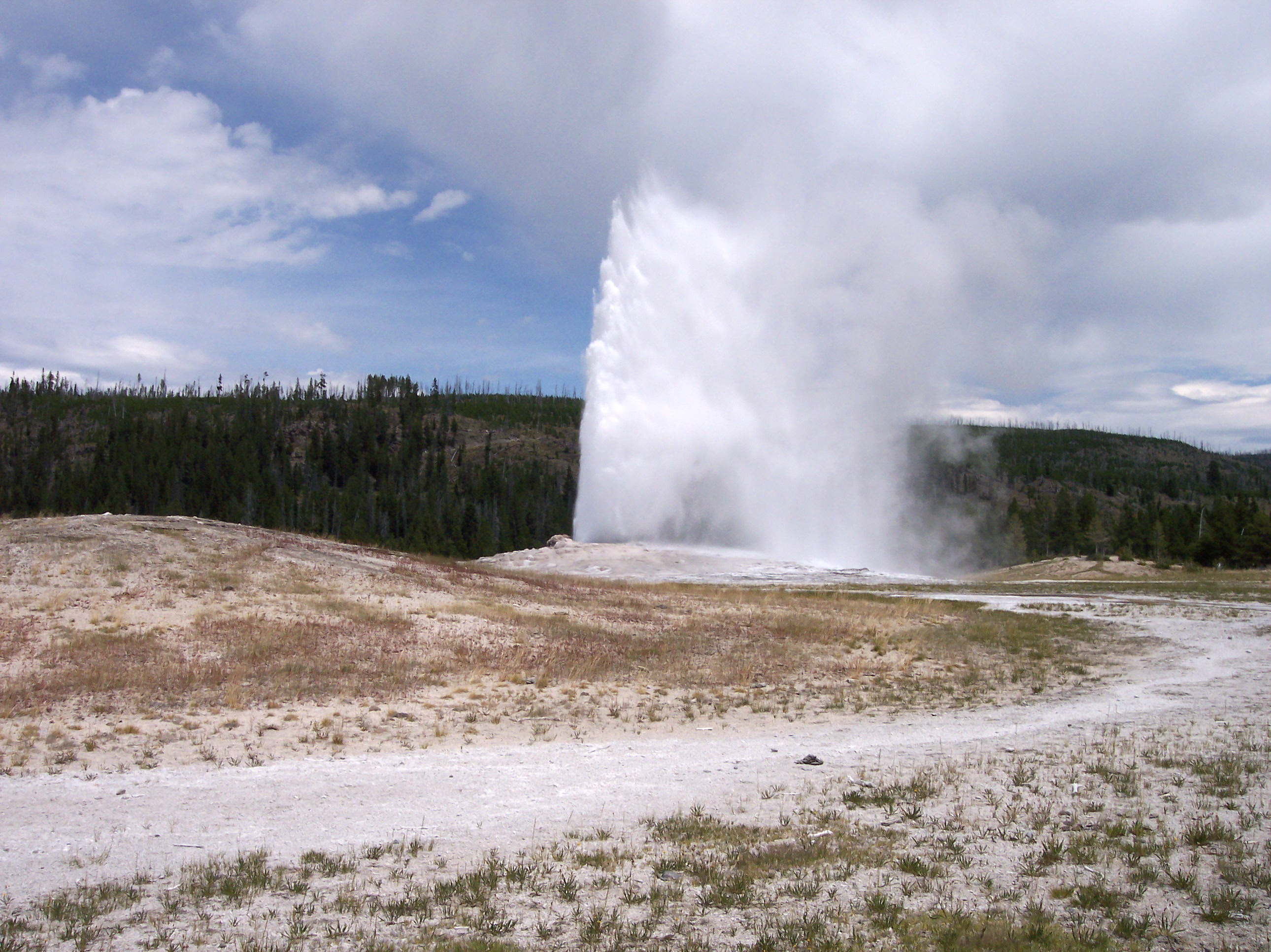
Гейзер Старий Служака, його виверження відбуваються з інтервалом в 90 хвилин

Єллоустоун знаходиться на північно-східному краю рівнини річки Снейк, гігантської арки, вирізаної в горах, яка простежує шлях Північно-Американської тектонічної плити через центр активності земної мантії за останні 17 мільйонів років. Сучасні пейзажі парку відображають останні прояви активності цього центру, розташованого тут зовсім близько до поверхні землі під земною корою. Єллоустоунська кальдера — найбільша вулканічна система Північної Америки. Часто її називають «супервулканом», оскільки вона утворилася в результаті катастрофічного виверження 640 тисяч років тому. У парку простежуються також і сліди двох інших, більш ранніх вивержень, які залишили після себе скельні утворення з вулканічного туфу. Всі три виверження підняли величезну кількість пилу, який рознесло по всій Північній Америці. Залишки пилу були виявлені в сотнях кілометрів від парку. Імовірно, що попіл і гази, що утворилися, піднялися у повітря і призвели до зміни клімату і зникнення багатьох видів тварин і рослин, в основному в Північній Америці.
Ще одне, відносно невелике виверження, сталося 160 тисяч років тому і призвело до утворення невеликої кальдери в західній частині Єллоустоунського озера. Два наступних вулканічних цикли, останній з яких завершився 70 тисяч років тому, призвели до того, що більша частина цієї кальдери виявилася похованою під товстими застиглими потоками лави.
Виверження, що почалися 630 тисяч років тому і які відбувалися постійно, доки відповідний період активності не закінчився 70 тисяч років тому, залишили безліч слідів на території парку. Єллоустоунську кальдеру регулярно заливали потоки лави: залишки ріолітової лави можна бачити на обсидіанових скелях (англ. Obsidian Cliffs), залишки базальтової лави — на скелях Шіпітерс (англ. Sheepeaters Cliffs). Шари лави найкраще помітні на схилах каньйону річки Єллоустоун. Різкий профіль каньйону ясно вказує на те, що він був прокладений річкою, вимушеною розмивати шари лави, а не льодовиком.
На території парку розташовані близько трьох тисяч гейзерів, що складає дві третини всіх гейзерів у світі. Серед них — найбільший у світі гейзер Пароплав (англ. Steamboat Geyser), а також один з найвідоміших — гейзер Старий Служака (англ. Old Faithful Geyser), що викидає струмені гарячої води на висоту понад 40 м з інтервалом від 45 до 125 хвилин, проте переважно виверження відбуваються з інтервалом в 90 хвилин саме завдяки своїй передбачуваності гейзер і став настільки популярним. Крім Єллоустоуна, у світі існує всього чотири гейзерних поля — Долина гейзерів на Камчатці, а також поля в Ісландії, Чилі і Новій Зеландії. Крім гейзерів, в парку знаходиться близько десяти тисяч різноманітних геотермальних джерел, в тому числі гарячі та сірководневі джерела, грязьові вулкани і безліч інших. Це половина всіх геотермальних джерел у світі. У травні 2001 року була створена Єллоустоунська вулканічна обсерваторія. У перелік її завдань входить не тільки спостереження за вулканічною і геотермальною активністю, а й оцінка можливої небезпеки, пов'язаної з цією активністю.
Так, в 2003 році доступ туристів в басейн гейзерів Норріс був обмежений, тому що була зареєстрована підвищена активність і більш висока температура води в порівнянні зі звичайною у деяких гейзерів басейну. Кілька гейзерів стали настільки гарячими, що випускали пар замість води. Одночасно дослідження виявили невідомий конус на дні Єллоустоунського озера, який, втім, не становив загрози негайного виверження. У 2004 році п'ять бізонів загинули від геотермальних газів в басейні Норріс. У 2006 році було виявлено, що ґрунт відразу в двох місцях в парку піднімається зі швидкістю 4-6 см на рік. Це викликало підвищений інтерес засобів масової інформації до вулканічної і геотермальної активності в парку. Експерти наполягають на тому, що найближчим часом немає підвищеного ризику виверження.
Кожен рік у Єллоустоунському парку відбуваються тисячі дрібних землетрусів. Майже всі вони непомітні для людини. В історичний час сталося принаймні шість значних землетрусів магнітудою 6,0 і вище, в тому числі землетрус магнітудою 7,5 бала з епіцентром трохи північніше межі парку в 1959 році. Цей землетрус призвів до величезного зсуву, частково зруйнував греблю, що захищала озеро Хебген (англ. Hebgen Lake). Осадові породи, винесені обвалом, безпосередньо нижче за течією перегородили річку і створили нове озеро, відоме як Озеро Землетрусу (англ. Earthquake Lake). Внаслідок землетрусу загинули 28 осіб, почалося виверження декількох гейзерів у північно-західній частині парку, утворилися великі тріщини в ґрунті, які викидають пар, деякі гарячі джерела з чистою водою стали брудними. 30 червня 1975 року всередині парку стався землетрус магнітудою 6,1 бала, але руйнування були незначними. Протягом трьох місяців в 1985 році було зареєстровано близько трьох тисяч невеликих землетрусів у північно-західній частині парку, що, по всій видимості, було пов'язане з опусканням Єллоустоунської кальдери. Дрібніші групи землетрусів регулярно відбуваються в парку, останній раз це було зафіксовано у квітні-травні 2007 року (16 землетрусів магнітудою до 2,7 бала).
Сейсмічні вимірювання 2009 року показали, що порожнина, яка живить магмою резервуар Єллоустоунського супервулкана, розташована до земної поверхні під кутом 60° і тягнеться на 240 км на глибинах від 80 до 650 км. Вимірювання електропровідності показали, що вона значно довше — близько 640 км. Глибину її залягання цим способом виміряти не вдалося, оскільки радіохвилі, навіть такі наддовгі, які застосовувалися при скануванні, не проникають під землю далі 300 км.
23 липня 2024 року, о 10:19 (за місцевим часом), в Єллоустоунському національному парку стався гідротермальний вибух, що спричинив викид гарячої води, бруду та каміння. За повідомленням The Daily Beast, вибух стався в геотермальній зоні неподалік від відомого гейзера Олд-Фейтфул. Місцевість Бісквіт-Бейсін (Biscuit Basin) тимчасово закрили для відвідувачів, поки доглядачі парку та геологи розслідують вибух і оцінюють збитки. Геологічна служба США зазначила, що такі випадки трапляються досить часто, наприклад, подібний вибух стався в цій зоні у 2009 році. Вони також заявили, що несподіване виверження не є ознакою активності вулкана.

### Передбачення нових вивержень
Див. також: «Коли Єллоустоун вибухне»
Час від часу вулканологи роблять передбачення наступного виверження Єллоустоунського «надвулкана», при цьому передбачуваний час до виверження коливається від тисяч років до тижнів. В останні роки спостерігається активізація вулкана. Хенк Хесслер, який є співробітником Єллоустоунського національного парку США повідомив про тривожні ознаки катаклізму, який насувається: проявлення нових гейзерів, зростання кількості землетрусів по усьому парку, а також той факт, що рівень землі зріс за останні 4 роки майже на 2 метри.

## Флора

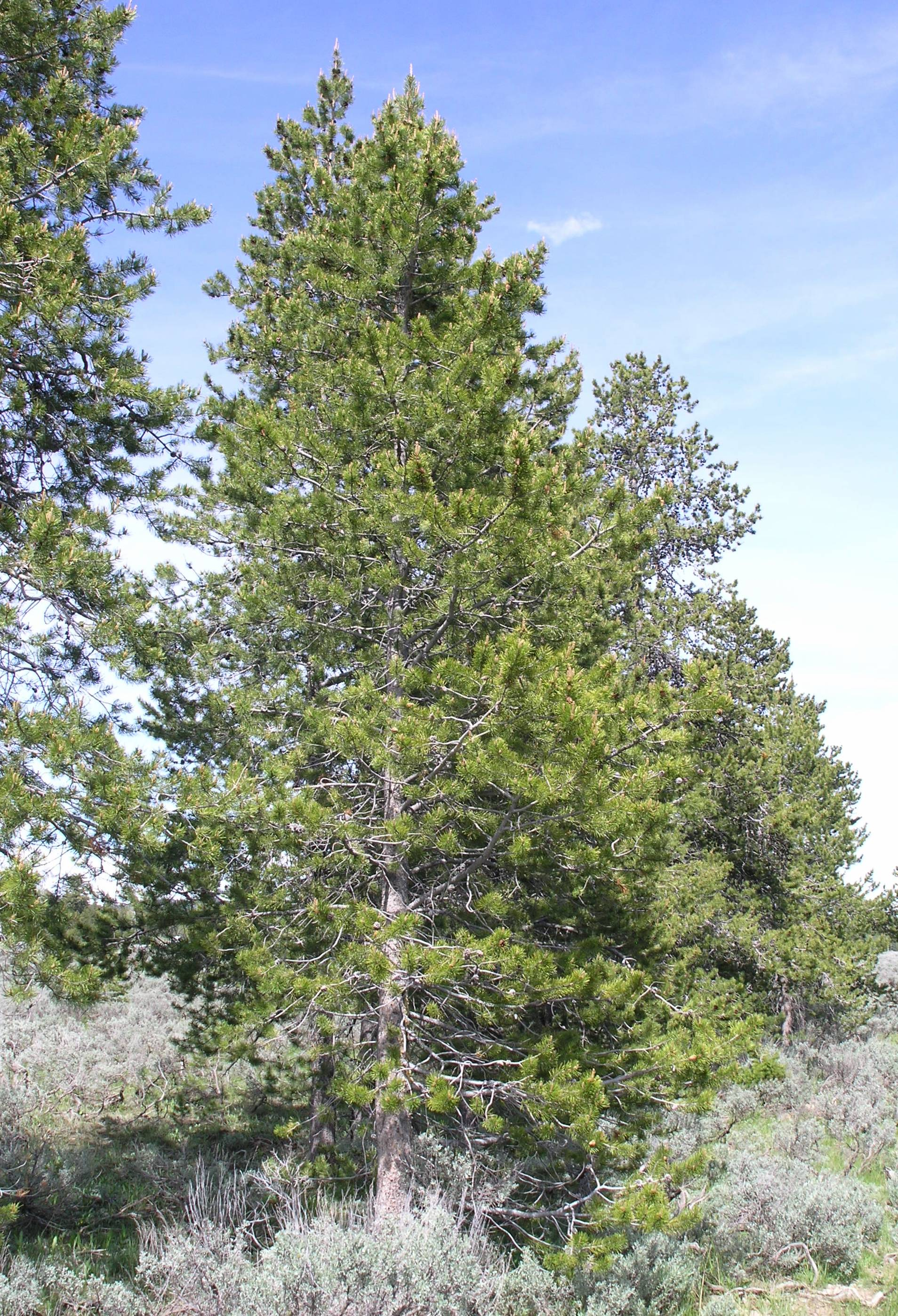
Сосна на вершині Сигнальної гори

У парку ростуть 1870 видів рослин, з яких 1700 — місцеві, а ще 170 є імовірно завезеними. Є вісім видів хвойних дерев, при цьому скручена широкохвойна сосна займає 80 % усіх лісових площ. Інші види, в тому числі псевдотсуга Мензіса і сосна білокора зростають невеликими купами по всій території парку, при цьому близько 7 % популяції цього виду сосни уражено грибом-паразитом Cronartium ribicola, який викликає так звану пухирчасту іржу. Ще одне хвойне дерево, що росте в парку, — сосна гірська веймутова (Pinus monticola). Найпоширеніші листяні дерева — осики, верби, берези (трапляються здебільшого в підліску). Цікаво, що площа осикових лісів в парку зменшувалася протягом всього XX століття, але нещодавно знову стала збільшуватися.
Велика частина квіткових рослин цвіте в період між травнем і вереснем. Одне з них, абронія пісколюбна (Abronia ammophila), виявлено в дикому вигляді лише в межах парку; інші види абронії зазвичай ростуть в набагато теплішому кліматі, і поява в парку цієї рослини, по всій видимості, пов'язана з мікрокліматом, створюваним геотермічними джерелами. Ця рідкісна рослина існує приблизно в 8000 екземплярах, всі вони ростуть в піщаних ґрунтах по берегах озера Єллоустоун.
Ще одне з ендемічних рослин парку — злак Agrostis rossae з роду польовиця.
У гарячих водах озера спостерігається утворення бактеріальних колоній химерної форми, які складаються з трильйонів бактерій. Бактерія Thermus aquaticus , що живе в озері, широко використовується в дослідженнях геному.
Завезені рослини поширилися на території парку відносно недавно. Велика їх частина зустрічається в місцях найбільшої концентрації туристів, особливо вздовж доріг, але є і приклади їх розповсюдження вглиб парку, що загрожує місцевим видам. Серед найбільш активно поширюваних завезених рослин можна відзначити тимофіївку лучну і стоколос покрівельний. З деякими завезеними рослинами доводиться боротися прополюванням і розпиленням отруйних речовин.

## Фауна

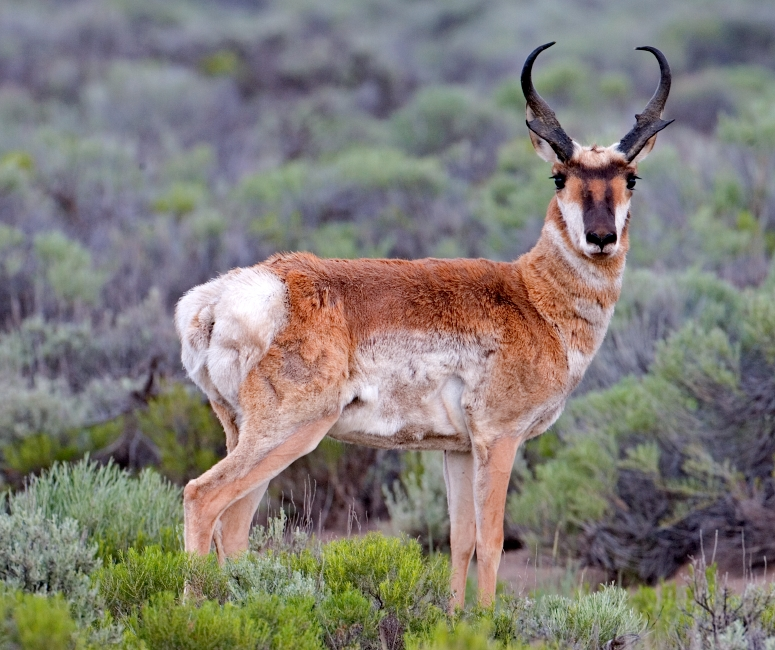
Вилоріг

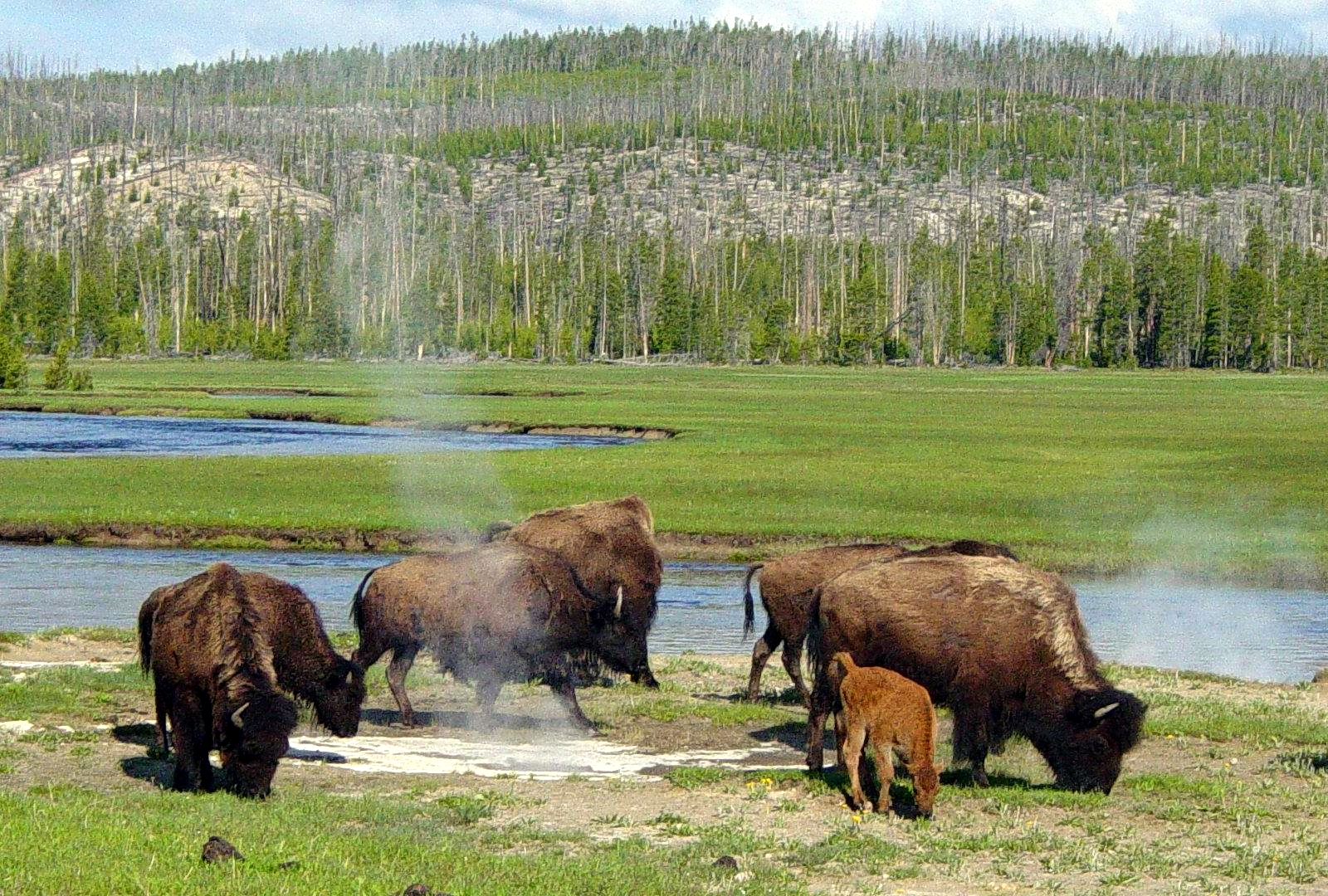
Бізони біля гарячого джерела

У парку водяться майже 60 видів ссавців, в тому числі рідкісні: вовк, рись і ведмідь грізлі. Серед великих ссавців зустрічаються також американський бізон, чорний ведмідь (барибал), олень вапіті, лось, чорнохвостий олень, снігова коза, вилоріг, товсторіг і пума.
Поголів'я бізона в парку відносно велике, близько чотирьох тисяч, і одне з найбільших у США. Це викликає заклопотаність фермерів, що побоюються, що бізони передадуть інфекції домашнім коровам. Як мінімум половина бізонів парку заражена бруцельозом, але випадків зараження домашньої худоби поки не зафіксовано. Службовці парку періодично змушені заганяти бізонів, що вийшли з території парку, назад.
У 1926 році в рамках заходів щодо захисту поголів'я вапіті в парку Єллоустоун була повністю знищена популяція вовків, після чого койот став найбільшим хижаком, що полює на гризунів. Але койоти не полюють на великих копитних, і в результаті випадки хвороб серед останніх істотно почастішали. Практика знищення вовків була припинена у парку тільки в 1935 році. Потім довелося вживати заходів щодо захисту вовків. У 1973 році Конгрес США прийняв Акт про види під загрозою знищення, що згадує, в тому числі, вовків. У 1990-ті роки в парку випустили 66 макензійських рівнинних вовків; в 2005 році в парку їх чисельність становила 118 голів.
У парку та околицях живуть, за оцінками, 600 ведмедів гризлі, причому близько половини з них в парку. Поголів'я вапіті становить приблизно 30 тисяч. До рідкісних видів з великих ссавців відносяться пума (25 осіб) і росомаха (кількість невідома). У 2003 році були помічені сліди рисі, але саму рись побачити з 1998 року не вдавалося.
У парку водяться 18 видів риб, в тому числі єллоустоунський лосось (Oncorhynchus clarki bouvieri), 6 видів рептилій (черепахи та змії), 4 види амфібій і 311 видів птахів (у тому числі винятково рідкісний американський журавель, а також білоголовий орлан, американський білий пелікан і лебідь-трубач). Майже всі види птахів гніздяться в парку.

## Лісові пожежі

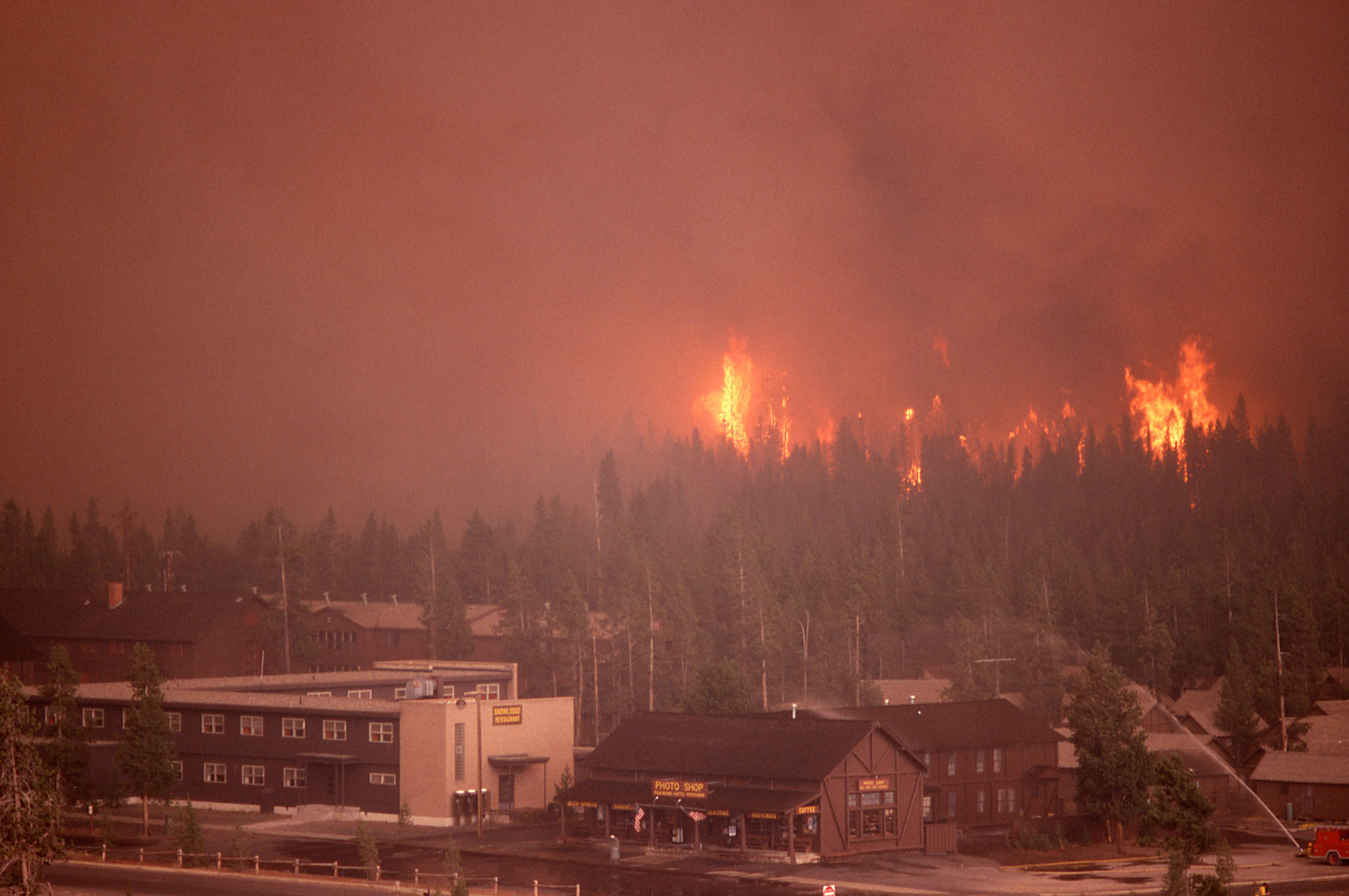
Пожежі 1988 року підходять до комплексу поблизу гейзера Старий Служака.

Пожежі зустрічаються в природних екосистемах, і рослини так чи інакше до них пристосувалися. Так, у ялиці Дугласа товста кора, яка в більшості випадків захищає серцевину від пожежі. Шишки сосни скрученої широкохвойної відкриваються при підвищенні температури, оскільки плавиться смола, що скріплює лусочки, і насіння сосни при пожежі розлітається. Дерева, які захищені гірше, ростуть у вологих місцях, де менша ймовірність пожежі, або розмножуються вегетативно від не пошкоджених пожежею коренів. За оцінками, в екосистемах, подібних Єллоустоунському парку, низові пожежі (при яких згорає трава) відбуваються раз на 30-35 років, а лісові пожежі — раз на 300 років.
Щорічно в парку від удару блискавки виникає в середньому 35 лісових пожеж, а від шести до десяти починаються, як правило, через необережність людей. У парку знаходяться три пожежні вежі, крім того, для запобігання пожеж проводиться постійний огляд території парку з повітря. Основний сезон пожеж — з кінця червня по середину вересня, пожежі в другій половині дня відрізняються більшою інтенсивністю. Переважна більшість пожеж поширюється не більше ніж на пів гектара, і лише у виняткових випадках пожежі встигають розповсюдитися більше, ніж на 40 гектарів (100 акрів) до того, як згаснуть природним шляхом. В наш час[коли?] політика парку полягає в тому, що пожежі штучного походження потрібно гасити, а за пожежами природного походження слід спостерігати і гасити тільки в тому випадку, коли вони загрожують людям, будівлям, або виходять з-під контролю. Практикуються також спеціальні планові підпали під ретельним контролем пожежників і рейнджерів, з метою випалити суху деревину і запобігти можливості великої неконтрольованої пожежі в майбутньому. Ця практика встановилася лише в 1970-ті роки, до цього вважалося, що будь-які пожежі безумовно шкідливі. У результаті збільшилася кількість сухої деревини, і надалі лісові пожежі стали виходити з-під контролю, і політика гасіння пожеж природного походження була змінена.
У сухе літо 1988 року (найсухіший рік за час спостереження) в парку відбулися катастрофічні пожежі. У день їх найбільшого поширення, 20 серпня, згоріло 610 км² лісу. За весь час пожежі торкнулися 3213 км² лісу, що становить приблизно 36 % площі парку. Загинули двоє пожежників, матеріальний збиток склав 120 мільйонів доларів. Пожежі припинилися самі собою восени через дощі. Їх сліди в наш час[коли?] добре помітні в парку.

## Клімат
Оскільки парк знаходиться в горах, на його території існують помітні кліматичні відмінності. Рекордно висока температура (37 °C) спостерігалась у 1936 році, рекордно низька (-54 °C) у 1933 році. Влітку (з червня до початку вересня) максимальна денна температура коливається зазвичай між 20 і 25 °C, а вночі високо в горах може опускатися нижче нуля. Влітку часто трапляються грози. Навесні і влітку денна температура звичайно коливається між 0 і 20 °C, нічна — між −5 і −20 °C. Зими холодні, з середніми температурами нижче −5 °C.
Рівень опадів сильно варіює по всій території парку. Найменше — 380 мм на рік — випадає поблизу Мамонтових гарячих джерел, найбільше — 2000 мм на рік — на північному заході парку. Сніг може випасти в будь-який час року.
Дуже рідко трапляються торнадо. Найсильніший ураган зафіксовано 21 липня 1987 року, швидкість вітру становила від 93 до 116 м/сек. Після торнадо залишилася смуга руйнування шириною близько 3 км і довжиною 38 км, в якій були повалені дерева в сосновому лісі.

## Туристичний потенціал

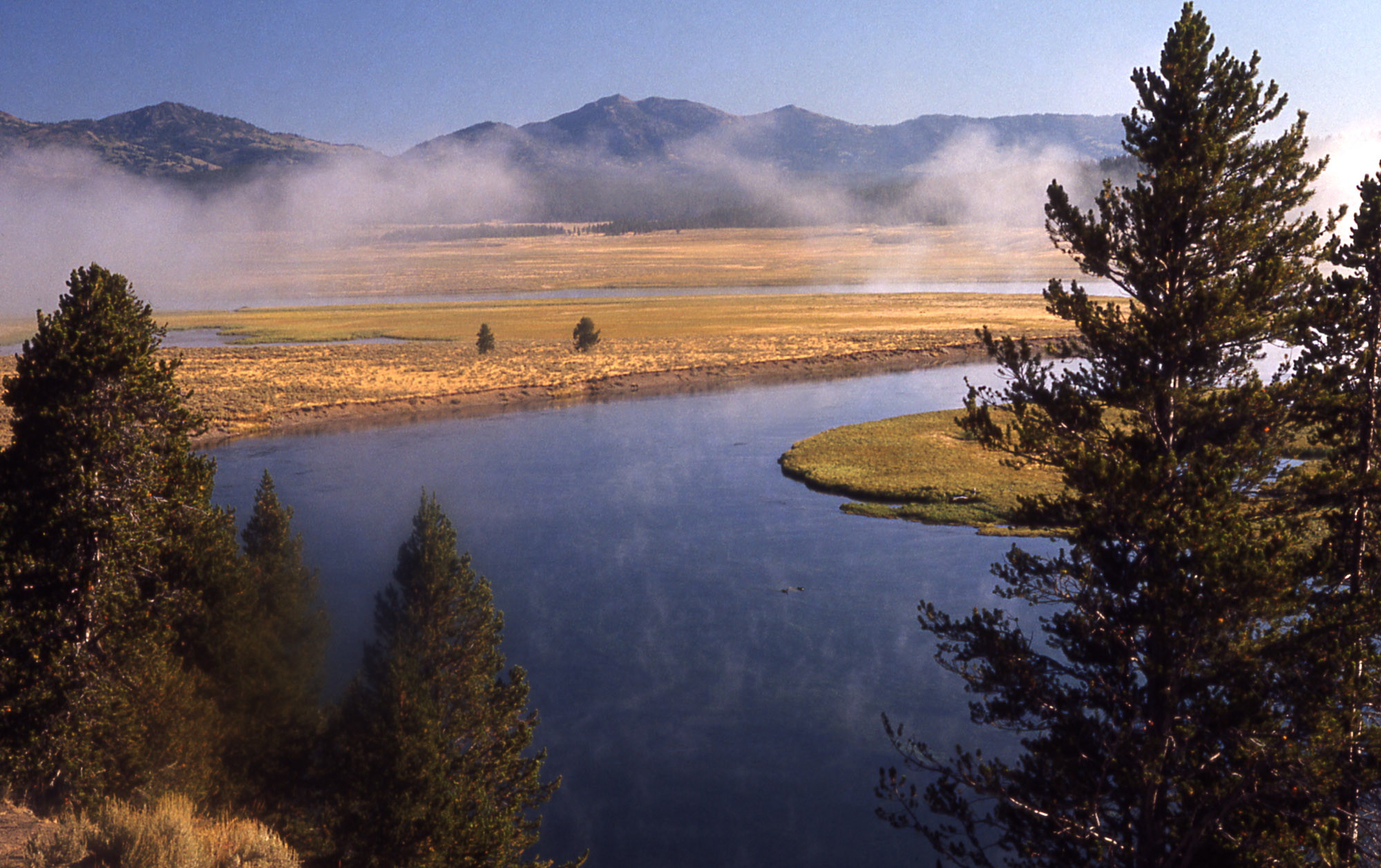
Геотермальна активність

Єллоустоунський національний парк є одним з найбільш відвідуваних у США. З 1960-х років його щорічно відвідують не менше двох мільйонів туристів. У 2006 році парк відвідали 2 870 295 чоловік. Дев'ять готелів (2 238 номерів), магазини, заправні станції і більшість кемпінгів управляються концесіонерами парку, на підприємствах яких у піковий період (влітку) зайняті 3 700 осіб. Крім них, у парку працюють 800 постійних і сезонних працівників Служби національних парків США.
У національному парку знаходяться 9 інформаційних центрів і музеїв, деякі з яких віднесені до історичних пам'ятників.
У літній період місця в готелях і кемпінгах потрібно резервувати за декілька місяців наперед. Багато відвідувачів зупиняються також у найближчих населених пунктах, розташованих за межами парку.
Через парк проходять декілька асфальтованих доріг, що ведуть до головних визначних пам'яток. Ці дороги організовані у вигляді великої вісімки, так званого «Великого кільця», що має в довжину 225 км і охоплює основні пам'ятки парку. «Велике кільце» з'єднане радіальними дорогами з п'ятьма виїздами з парку. Загальна протяжність асфальтованих доріг становить 499 км. Взимку майже всі вони закриті для автомобільного руху через те, що проходять через перевали.
З липня по вересень до парку можна добратися на автобусах від Солт-Лейк-Сіті і Бозмена; в самому парку громадського транспорту немає.
У парку прокладено 1770 км маркованих стежок. Альпінізм та скелелазіння не розвинені в зв'язку з тим, що гори в Єллоустоунському парку складаються в основному з дуже крихких вулканічних порід. Полювання повністю заборонене, а домашніх тварин можна виводити на прогулянку тільки на повідку і тільки поблизу доріг, у кемпінгах або поблизу інформаційних центрів. Вилов риби дозволений після отримання відповідної ліцензії.
У США зняли драматичний телесеріал «Єллоустоун».  